# Bybranden i Trondheim 1598
Bybranden i Trondheim 1598 begyndte den 8. maj 1598 i Midtbyen, hvor størstedelen af bykernen brændte ned, dog med enkelte undtagelser. Branden i 1598 er en af de større bybrande i Trondheim målt på omfang, og byen blev ramt af tre store brande i løbet af lidt over 80 år mellem 1598 og 1681.
Branden rasede i et helt døgn og fik et stort omfang, hvor et ukendt antal bygårde og huse gik tabt. Vår Frue kirke og flere kanikgårde brændte ned. Nidarosdomen, Kongsgården og tre præstegårde langs Kannikestrete, som lå helt mod syd i bykernen, blev skånet. De smalle gyder og gadeforløb blev af byens borgere anset som en væsentlig årsag til brandens store omfang. Der blev derfor sendt bud til Christian 4. af Danmark og Norge med anmodning om tilladelse til både at udvide og etablere tre gader som brandgader.
I et svarbrev fra kongen dateret 9. februar 1599 blev der fastsat mål og placering for Øvre allmenning, Nedre allmenning samt Bredegate. Disse skulle fungere som fælleder og brandgader for at begrænse skaderne ved fremtidige bybrande. For eksempel fik Øvre allmenning en bredde på 42 alen, svarende til cirka 26 meter.